# Demetrio Camarda
Demetrio Camarda (alb. Dhimitër Kamarda; ur. 22 października 1821 w Piana degli Albanesi, zm. 13 marca 1882 w Livorno) – włoski duchowny greckokatolicki i lingwista narodowości arboreskiej. Jeden z inicjatorów albańskiego ruchu narodowego we Włoszech.

## Życiorys
Kształcił się w Pontificio Collegio Urbano de Propaganda Fide w Rzymie, otrzymał święcenia kapłańskie w obrządku bizantyjsko-włoskim. Mieszkał następnie w Neapolu i w rodzinnym Piana degli Albanesi, jednak w 1848 roku władze Królestwa Obojga Sycylii wygnały go z kraju z powodu rzekomej współpracy z opozycyjnymi wobec panujących Burbonów liberałami. Schronił się w Rzymie, następnie mieszkał w klasztorze benedyktynów w Cesenie, jednak ostatecznie osiadł w Livorno. W 1852 roku został nauczycielem w szkole średniej w Livorno, jednocześnie pełnił posługę kapłańską jako proboszcz.

## Prace[2]
- Saggio di grammatologia comparata sulla lingua albanese (1864)
- Appendice al saggio di grammatologia comparata (1866)
- A Dora d'Istria gli Albanesi (1870)